# Henry Olsson
Karl Henry Olsson, född 18 april 1896 i Köla församling, Värmlands län, död 11 januari 1985 i Oscars församling i Stockholm, var en svensk litteraturvetare.

## Biografi
Olsson var professor i litteraturhistoria med poetik vid Stockholms universitet 1945–1961. Han var ledamot av Svenska Akademien 1952–1985, stol nummer 5. 
Olsson blev filosofie doktor och docent vid Stockholms högskola 1927, sekreterare i Föreningen Norden 1929 och anställdes 1930 vid Svenska Akademiens arkiv. Han invaldes 1941 som ledamot av Kungliga Samfundet för utgivande av handskrifter rörande Skandinaviens historia och blev 1947 ledamot av Kungliga Vitterhets Historie och Antikvitets Akademien.
I sin forskning, som förenar historisk metod med psykologisk analys, ägnade han sig främst åt svenskt 1800-tal. I hans produktion märks monografier över Almqvist (1937) och Snoilsky (1941).
Henry Olsson är mest känd för sin forskning om Gustaf Fröding, som han har skrivit flera böcker om. Boken Fröding. Ett diktarporträtt, som främst behandlar Fröding ur ett värmländskt perspektiv, utkom 1950. Den följdes upp 20 år senare av Vinlövsranka och hagtornskrans. Olsson hörde till grundarna av Gustaf Fröding-sällskapet, som bildades 1969. Samma år utsågs Olsson, tillsammans med John Landquist och Francis Bull, till hedersledamot av sällskapet. År 1975 tilldelades han Frödingmedaljen.
Henry Olsson är begravd på Skogskyrkogården i Stockholm.